# Ван Вондерен, Кес
Корне́лис Хе́нрикюс (Кес) ван Во́ндерен (нидерл. Cornelius Henricus "Kees" van Wonderen; род. 4 января 1969, Берген, Северная Голландия) — нидерландский футболист и футбольный тренер. Наибольшую известность получил, выступая на позиции защитника за «Фейеноорд» на протяжении семи сезонов.
В составе национальной сборной Нидерландов ван Вондерен сыграл 5 матчей.

## Статистика

### Матчи ван Вондерена за сборную Нидерландов
| Матчи ван Вондерена за сборную Нидерландов | Матчи ван Вондерена за сборную Нидерландов | Матчи ван Вондерена за сборную Нидерландов | Матчи ван Вондерена за сборную Нидерландов | Матчи ван Вондерена за сборную Нидерландов | Матчи ван Вондерена за сборную Нидерландов |
| ------------------------------------------ | ------------------------------------------ | ------------------------------------------ | ------------------------------------------ | ------------------------------------------ | ------------------------------------------ |
| №                                          | Дата                                       | Соперник                                   | Счёт                                       | Голы ван Вондерена                         | Соревнование                               |
| 1                                          | 13 октября 1998                            | Гана                                       | 0:0                                        | —                                          | Товарищеский матч                          |
| 2                                          | 18 ноября 1998                             | Германия                                   | 1:1                                        | —                                          | Товарищеский матч                          |
| 3                                          | 10 февраля 1999                            | Португалия                                 | 0:0                                        | —                                          | Товарищеский матч                          |
| 4                                          | 31 марта 1999                              | Аргентина                                  | 1:1                                        | —                                          | Товарищеский матч                          |
| 5                                          | 28 апреля 1999                             | Марокко                                    | 1:2                                        | —                                          | Товарищеский матч                          |

Итого: 5 матчей / 0 голов; 0 побед, 4 ничьи, 1 поражение.

## Достижения

### Командные
Фейеноорд
- Кубок УЕФА:
  - Победитель: 2001/02
- Суперкубок УЕФА:
  - Серебряный призёр: 2002
- Суперкубок Нидерландов:
  - Победитель: 1999
- Чемпионат Нидерландов:
  - Чемпион: 1998/99
  - Второе место: 2000/01
  - Третье место: 1999/2000, 2001/02, 2002/03, 2003/04